# Apalopteron familiare
Apalopteron es un género monotípico de aves de la familia Zosteropidae, tiene 1 sola especie existente, Apalopteron familiare.

## Especies
- Apalopteron familiare (Kittlitz, 1830) es una especie de ave endémica de Japón, anteriormente pertenecía a la familia Meliphagidae. Es una especie considerada vulnerable.[3]

## Localización
Es una especie endémica de la islas de Ogasawara (perteneciente a Japón), anteriormente llamadas islas Bonin.